# University of the East
De University of the East (UE) is een private universiteit in de Filipijnen. De universiteit is gevestigd in Manilla, Caloocan en Quezon City.
De universiteit werd op 11 september 1946 opgericht door Francisco Dalupan als het Philippine College of Commerce and Business Administration (PCCBA). Na de toekenning van de status van universiteit in 1951 werd de huidige naam aangenomen.
De universiteit is samengesteld uit enkele autonome faculteiten, colleges, scholen en instituten. Op elk daarvan kan hoger onderwijs gevolgd worden. De hoofdcampus van de universiteit bevindt zich aan Claro M. Recto Avenue in het district Sampaloc in Manilla. De huidige campus is sinds 1948 in gebruik, toen de oorspronkelijke gebouw aan R. Papa St. ontoereikend werd voor het groeiende aantal studenten. Tegenwoordig bestaat de hoofdlocatie uit 12 gebouwen.
Aan de University of the East studeerden diverse prominente Filipijnse personen.

## Enkele bekende alumni en oud-studenten
- Alfredo Lim (1963), burgemeester van Manilla;
- Noli de Castro (1971), senator en vicepresident van de Filipijnen;
- Lucas Bersamin (1973), rechter Hooggerechtshof van de Filipijnen;
- Virgilio Almario (?), dichter en nationaal kunstenaar van de Filipijnen;
- Ricky Lo (?), Showbizz journalist en tv-host.